# زهير قنوع
زهير أحمد قنوع (01 كانون الأول 1974 -) مواليد دمشق، سوريا، هو ممثل مسرحي ومخرج ومنتج وكاتب سوري، ينتمي لعائلة فنية عريقة.

## حياته الشخصية
- هو الابن الأصغر للشاعر والكاتب الراحل أحمد قنوع (1937 - 1992) والذي يعتبر عرّاب عائلة قنوع الفنية، وعمه المخرج مروان قنوع وابن عم الممثل محمد قنوع.
- متزوج من الكاتبة وبطلة السباحة السورية نورس علي سريو، ولديه منها ابن أسمه آدم.
- تلقى تعليمه الابتدائي والإعدادي في دمشق ثم حصل على الثانوية العامة من مدرسة فايز منصور بدمشق العام 1991
- درس إدارة الأعمال في جامعة دمشق - المعهد المتوسط التجاري وتخرج في العام 1993
- انتسب إلى نقابة الفنانين سنة 2006 بصفة مساعد مخرج ثم حصل على صفة المخرج التلفزيوني.
- تنقلت إقامته وعمل ما بين دمشق والقاهرة وبيروت.

## البدايات
كان مقرباً من والده وتربى في كواليس مسارح دمشق، وتشكل وعيه الفني على الموسيقى والغناء والمعرفة وارتاد صغيراً العديد من العروض المسرحية الهامة كمسرحية سكان الكهف للمخرج الراحل فواز الساجر، حيث اصطحبه والده لمشاهدة العرض، وهناك كانت الدهشة وشرارة البداية.
نشأ في منزل والده الذي بقي يغص بالفنانين والموسيقيين والمطربين والأدباء والمثقفين طيلة ال18 سنة الأولى من حياته.
كتب الشعر في ال15 من عمره، وله عشرات القصائد العامية والفصيحة التي لم تنشر والتي استخدم بعضها في العديد من المسرحيات والمسلسلات والأغنيات.
بدأ عمله الفني ممثلاً في المسرح الشبيبي مطلع العام 1990 مع الكاتب والمخرج السوري زهير البقاعي.

## سيرته المهنية

### في المسرح
قدم مع فرقة رابطة الأمويين وفرقة فرع دمشق مسرحيات:
- الإمبراطور
- فيلم قصير
- كاليجولا
- جلجامش
- المفاجأة
- الحلبة

مثل في المسرح القومي:
- حلاق بغداد
- احتمالات

أخرج للمسرح الشبيبي مسرحية «الخادمات»
عين مديراً لمسرح معرض دمشق الدولي 2000 -2001 وكان مديراً للمهرجانات الفنية الدولية فيه
أنتج للمسرح الخاص ضمن تجمع «أوركيديا المسرحي» مسرحيات:
- كاريكاتور
- شوية حكي
- حكي جرايد

أسس مع المنتج الراحل أديب خير «تجمع ساما المسرحي» وأدار التجمع الذي قدم العديد من الأنشطة المسرحية والموسيقية والغنائية والتشكيلية وأهمها مسرحية الرجل المتفجر للمخرج باسم ياخور، واستقدم كبار المسرحيين السوريين والعرب للعمل على خشبة مسرح سامة أمثال توفيق الجبالي ورفيق علي أحمد ونائلة الأطرش، والكثير من الفرق الموسيقية الشبابية، والحفلات الموسيقية ضمن مواسم عروض مسرح سامة.
وفي عام 2020 كتب وأخرج مسرحية أدرينالين للمسرح القومي.

### في التلفزيون

#### إخراجًا
- وشاء الهوى
- الهاربة
- طيارة ورق، من بطولة النجمة ميرفت أمين
- ملك التاكسي "أبو جانتي"
- يوميات مدير عام 2
- سيت كاز
- العشق المجنون
- إيقاع «الحب كله»، 5 حلقات
- سولو «صرخة روح 3»، 5 حلقات
- شهر زمان
- دنيا 2015
- أدهم بيك
- أول نظرة
- كوما
- أثر الفراشة
- داون تاون
- سندس

عمل مساعداً مع العديد من المخرجين السوريين في الفترة الذهبية لنهضة الدراما السورية:
- المخرج هيثم حقي في مسلسل «ردم الأساطير»
- المخرج حاتم علي في مسلسل «صقر قريش»
- المخرج سيف الدين سبيعي في مسلسل «مرايا 2003»
- المخرج حاتم علي في مسلسل "التغريبة الفلسطينية"
- المخرج هشام شربتجي في مسلسل «مرايا 2005» الذي لم يكمله بسبب حصوله على فرصة الإخراج الأولى ليتحول بعد ذلك لاحتراف الإخراج في العام 2006

#### كتابةً
قدم ككاتب محترف الكثير من النصوص أهمها:
- الباب الحديد، فيلم روائي قصير
- أهل الغرام، بمشاركة الكاتبة لبنى حداد
- طوق الياسمين
- سيت كاز
- العشق المجنون
- شهر زمان
- دنيا 2015، بمشاركة الكاتبة أمل عرفة
- سايكو، بمشاركة الكاتبة أمل عرفة

كتب كلمات العديد من شارات المسلسلات أهمها:
- وشاء الهوى
- على قيد الحياة
- العشق المجنون

#### فيديو كليب
أخرج العديد من الأغاني المصورة أهمها:
- بالي معاك، للمغنية لينا شماميان
- جمال الروح، للمغني أنس صباح فخري
- أوبريت أحبها لأنها بلادي، للموسيقار طاهر مامللي

#### إنتاجاً
- عمل منتجاً منفذاً في مسلسل وشاء الهوى
- أدار شركة «رايا» للإنتاج الفني في دمشق 2006
- أسس شركة مداد للإنتاج الفني في دمشق 2012
- أقام معهد مداد التابع لشركته وهو معهد متخصص في تدريس الفنون الدرامية التلفزيونية 2016
- درّس منهاج كتابة السيناريو في الأكاديمية الدولية السورية 2013
- درّس منهاج كتابة السيناريو في معهد مداد 2016 وخرج دفعته الأولى
- درّس منهاج (مهن الإخراج) في معهد مداد 2016 وخرج دفعته الأولى
- أسس شركة AAP للإنتاج الفني في لبنان 2017

### في السينما
كتب وأنتج وأخرج للسينما فيلمه الروائي القصير «الباب الحديد» وهو العمل السينمائي السوري الوحيد للنجم العالمي غسان مسعود، 2005
كتب وأنتج وأخرج فيلم البحث عن جولييت 2019

## جوائز وترشيحات
حاز وحازت أعماله على العديد من الترشيحات والجوائز أهمها:
- جائزة أفضل ديكور، طيارة ورق، مصر، مهرجان القاهرة للإعلام 2008
- جائزة أفضل تصوير وإضاءة، طيارة ورق، مصر، مهرجان القاهرة للإعلام 2008
- جائزة أفضل عمل جماهيري، ملك التكسي، سورية، أدونيا 2010

## آراء نقدية
قدمت بحقه انقسامات وتناقضات حادة في الآراء النقدية، وأثارت الكثير من أعماله جدلاً جماهيرياً ونقدياً واسعاً، حيث اشتهر بالجرأة والتجريب في أعماله كاتباً ومخرجاً.
عمل على مبدأ ورشة العمل في الكتابة الدرامية منذ العام 2002.

## وصلات خارجية
- صفحة الفيسبوك الرسمية
- حساب تويتر الشخصي
- حساب انستغرام الشخصي

1. ↑  "زهير قنوع - إخراج - فيلموجرافيا، صور، فيديو". elCinema.com. مؤرشف من الأصل في 2019-05-05. اطلع عليه بتاريخ 2017-07-25.
2. ↑  "محمد قنوع لـ الأنباء لا أؤمن بـ الشللية !". http://www.alanba.com.kw. مؤرشف من الأصل في 2019-12-31. اطلع عليه بتاريخ 2017-07-25. {{استشهاد بخبر}}: روابط خارجية في |صحيفة= (مساعدة)
3. ↑  "زهير قنوع". بوسطة. مؤرشف من الأصل في 2017-07-22. اطلع عليه بتاريخ 2017-07-25.
4. ↑  "زهير قنوع في حوار مع اكتشف سورية - اكتشف سورية". www.discover-syria.com (بالإنجليزية). Archived from the original on 2014-08-11. Retrieved 2017-07-25.